# Mary Pickford
Gladys Marie Smith, més coneguda com a Mary Pickford, (Toronto, Canadà, 8 d'abril de 1892 − Santa Monica, Califòrnia, Estats Units, 29 de maig de 1979) va ser una actriu de cinema canadenca i una de les figures més destacades del cinema mut durant el període 1915-25 com a intèrpret d'un tipus popular d'ingènua romàntica.
Citada com a America's Sweetheart (l'amor d'Amèrica) durant l'era del cinema mut, i com a girl with the curls (la noia dels rínxols), va ser una de les pioneres canadenques del primer Hollywood i una figura significativa en el desenvolupament de la interpretació cinematogràfica. Va ser una de les primeres estrelles que es van facturar amb el seu propi nom, i va ser una de les actrius més populars dels anys 1910 i 1920, cosa que li va fer guanyar el sobrenom de Queen of the Movies (la reina de les pel·lícules).
Va ser guardonada amb el segon premi de l'Acadèmia a la millor actriu pel seu primer paper en una pel·lícula sonora a Coquette (1929), i també va rebre un premi honorífic de l'Acadèmia el 1976 per les seves contribucions al cinema americà. L'American Film Institute la va classificar com a 24a a la llista de les millors estrelles femenines del cinema clàssic de Hollywood el 1999.

## Biografia
Filla de Charlotte i John Charles Smith, el seu pare era alcohòlic i va morir quan Gladys tenia tot just sis anys, deixant la família, que comptava amb dos fills més, Lottie i Jack (germans menors de Gladys) en una situació precària. Això va decidir la seva mare a introduir-los en el món del teatre, per consell d'una companya de feina.
Aviat, la petita Gladys va esdevenir tot un èxit, sota el nom de Baby Gladys. Als quinze anys, la jove va viatjar sola a Nova York per a demanar feina a David Belasco, productor de reeixides obres de Broadway, i ho va aconseguir.
Era l'estiu de 1907 quan, juntament amb Belasco, va decidir adoptar el nom teatral de Mary Pickford, però aviat va descobrir el cinema. Encuriosida pel nou art, va visitar l'estudi de la Biograph de David Wark Griffith, amb qui va fer diversos curts, en molts dels quals compartia protagonisme amb Owen Moore. Aquest va esdevenir el seu primer marit, el 1911, quan es van casar en secret. Ambiciosa, aviat va començar a guanyar fama i a exigir que el seu nom aparegués en pantalla.

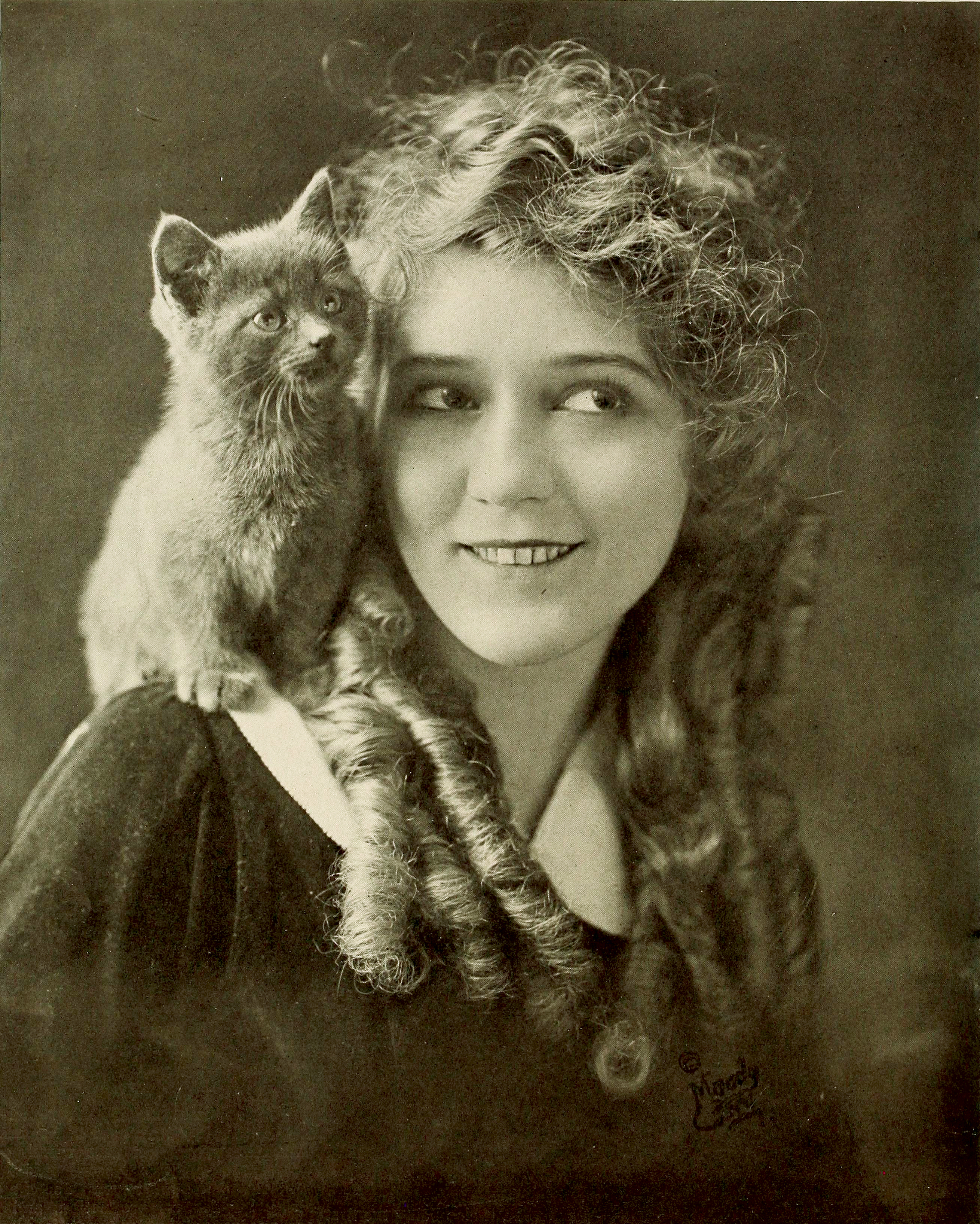
Pickford el 1916.

El que a l'inici era sols un coqueteig amb el cinema mentre treballava al teatre amb Belasco va anar agafant importància, i en pocs anys Mary es va convertir en la “núvia d'Amèrica” i en la primera actriu amb fans a tot el món, gràcies als seus papers de nena pobra de graciosos tirabuixons -aparentava menys edat de la que tenia en realitat-. La pobra nena rica (The Poor Little Rich Girl) i Rebecca la de la granja del sol (Rebecca of Sunnybrook Farm) van ser els seus primers èxits en llargmetratges, el 1917.
Va ser en aquesta època quan va conèixer Douglas Fairbanks, reeixit actor, famós pels seus papers de galant exòtic, que era casat i amb una filla. Es van enamorar, causant la seva relació veritable impacte en l'opinió pública, i es van casar el 28 de març de 1920 després d'aconseguir els respectius divorcis. Un any abans, el gener de 1919, la parella, juntament amb Charles Chaplin i D.W. Griffith, havien fundat la United Artists, associació d'artistes que perdura avui dia.
La carrera d'ambdós va seguir sent meteòrica, encara que els problemes mentals de Mary començaven a ser coneguts per tot Hollywood, sobretot quan el 1928 va morir Charlotte, la mare de l'actriu, sumint-la en un estat de depressió. Va ser a més amant d'Ernst Udet, famós pilot i dissenyador d'avions alemany.
Després de la mort de la seva mare, Mary va decidir abandonar els seus papers d'òrfena pobra, va tallar els seus tirabuixons i va estar un any sense treballar, per primera vegada en la seva carrera. La següent pel·lícula, Coquette, va ser la primera sonora i representà un canvi radical en el seu treball. Gràcies a ella, va aconseguir el primer Oscar atorgat en la història de les pel·lícules sonores a la millor actriu.
El 1933, Secrets va esdevenir el seu últim film. El matrimoni amb Douglas Fairbanks s'enfonsava, i la mort del seu germà Jack, després de la de la mare, havia creat en ella un estat de depressió absoluta, que encara va augmentar amb la dramàtica mort de la seva germana Lottie el 1936.
Cada vegada més reclosa en la seva mansió, va seguir produint pel·lícules fins a 1956, però mai va tornar a actuar-hi. El 24 de juny de 1937 es va casar amb Charles Rogers, dotze anys menor que ella i amb qui adoptaria, el 1943, dues criatures: Ronald i Roxanne.
El 29 de maig de 1979 va morir d'hemorràgia cerebral en la seva casa de Santa Monica, als 87 anys, després d'haver caigut en l'alcoholisme i haver viscut durant dècades en total reclusió amb el seu marit i fills, rebent tan sols molt comptades visites dels seus amics.

## Filmografia parcial

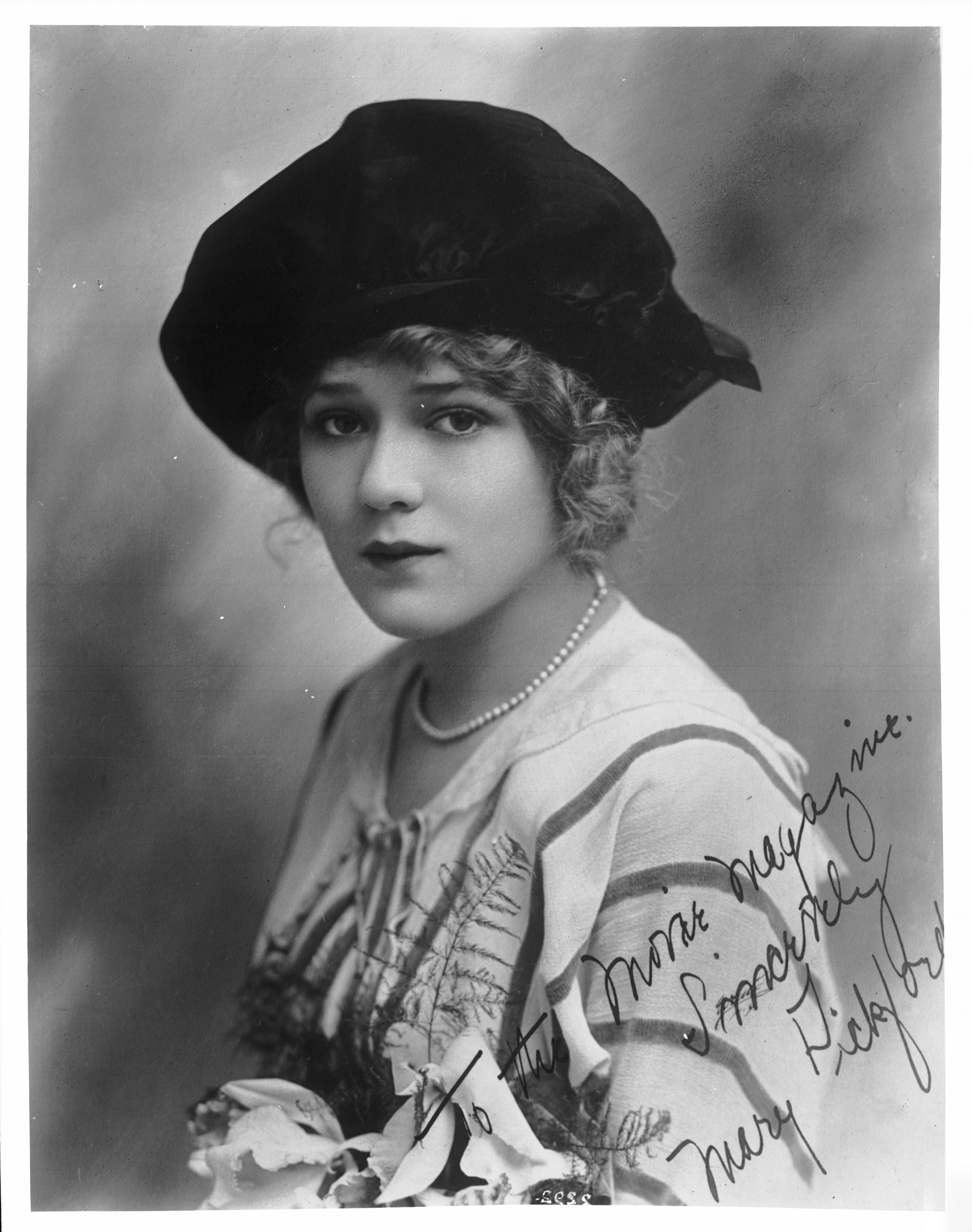
retrat de l'actriu circa 1914

### Biograph (1909-1911)
- Her First Biscuits (1909)
- Two Memories (1909)
- The Violin Maker of Cremona (1909)
- The Country Doctor (1909)
- Pippa Passes (1909)
- The Hessian Renegades (1909)
- The Lonely Villa (1909)
- The Sealed Room (1909)
- Sweet and Twenty (1909)
- The Hessian Renegades (1909)
- In Old Kentucky (1909)
- Getting Even (1909)
- His Lost Love (1909)
- The Gibson Goddess (1909)
- To Save Her Soul (1909)
- The Englishman and the Girl (1910)
- Wilful Peggy (1910)
- The Unchanging Sea (1910)
- The Two Brothers (1910)
- A Romance of the Western Hills (1910)
- What the Daisy Said (1910)
- Ramona (1910)
- An Arcadian Maid (1910)
- The Italian Barber (1911)
- A Decree of Destiny (1911)

### IMP (1911-1912)
- Their First Misunderstanding (1911)
- The Dream (1911)
- Artful Kate (1911)
- The Better Way (1911)
- Sweet Memories (1911)
- The Lighthouse Keeper (1911)
- In the Sultan's Garden (1911)

### Majestic (1911-1912)
- The Courting of Mary (1911)
- Little Red Riding Hood (1911)
- Honor Thy Father (1912)

### Biograph (1912-1913)
- The Female of the Species (1912)
- A Beast at Bay (1912)
- The Inner Circle (1912)
- So Near, yet So Far (1912)
- The Informer (1912)
- The New York Hat (1912)
- The Unwelcome Guest (1913)

### Famous Players Film Company (1913-16)

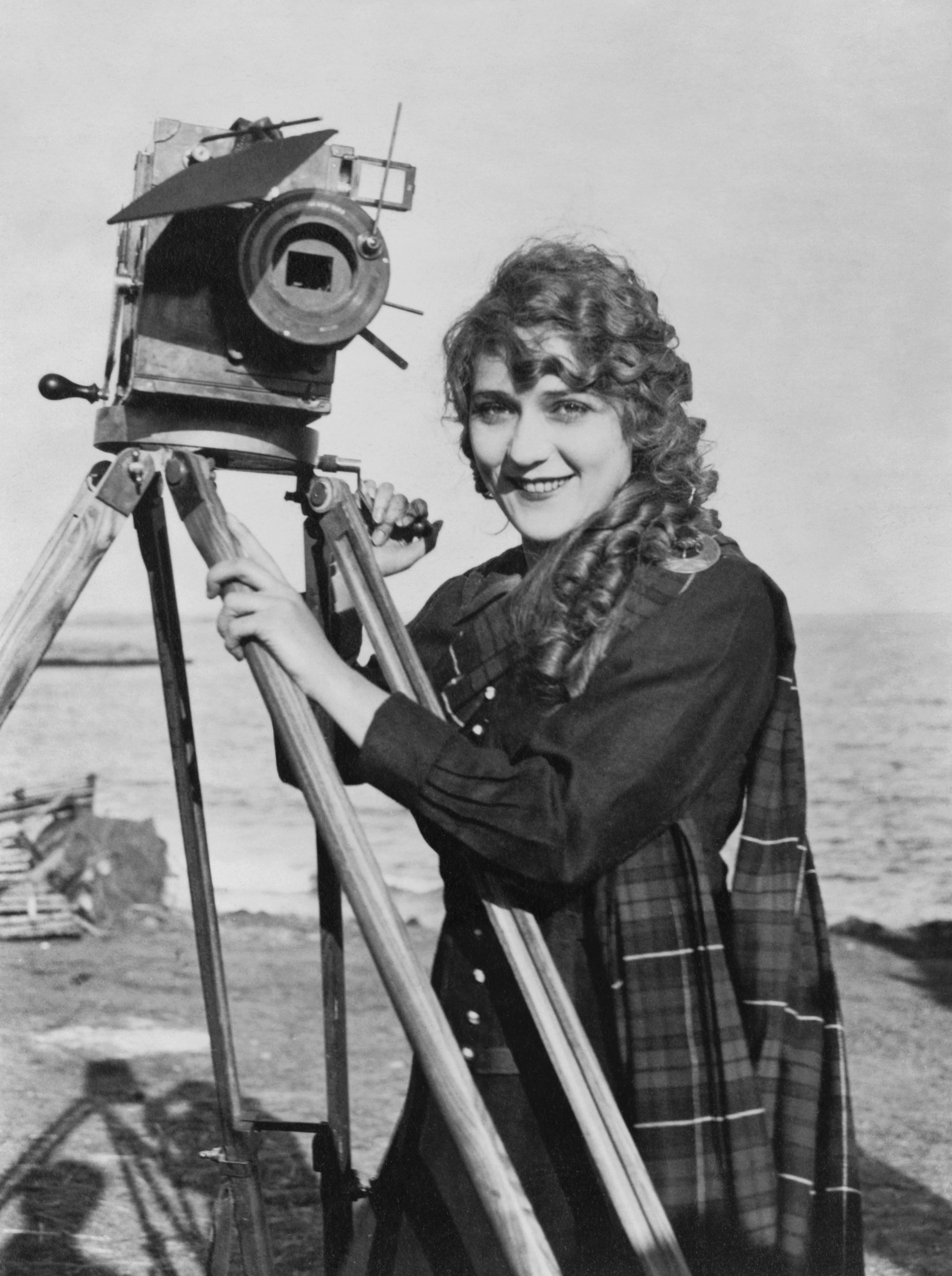
1916.

- In the Bishop's Carriage (1913)
- Caprice (1913)
- Hearts Adrift (1914)
- A Good Little Devil (1914)
- Tess of the Storm Country (1914)
- The Eagle's Mate (1914)
- Behind the Scenes (1914)
- Such a Little Queen (1914)
- Cinderella (1914)
- Mistress Nell (1915)
- Fanchon the Cricket (1915)
- The Dawn of a Tomorrow (1915)
- Little Pal (1915)
- Rags (1915)
- Esmerelda (1915)
- A Girl of Yesterday (1915)
- Madame Butterfly (1915)
- The Foundling (1916)
- Poor Little Peppina (1916)
- The Eternal Grind (1916)
- Hulda from Holland (1916)

### Artcraft (1916-18)
- Less Than the Dust (1916)
- The Pride of the Clan (1917)
- The Poor Little Rich Girl (1917)
- A Romance of the Redwoods (1917)
- The Little American (1917)
- Rebecca of Sunnybrook Farm (1917)
- The Little Princess (1917)
- Stella Maris (1918)
- Amarilly of Clothes-Line Alley (1918)

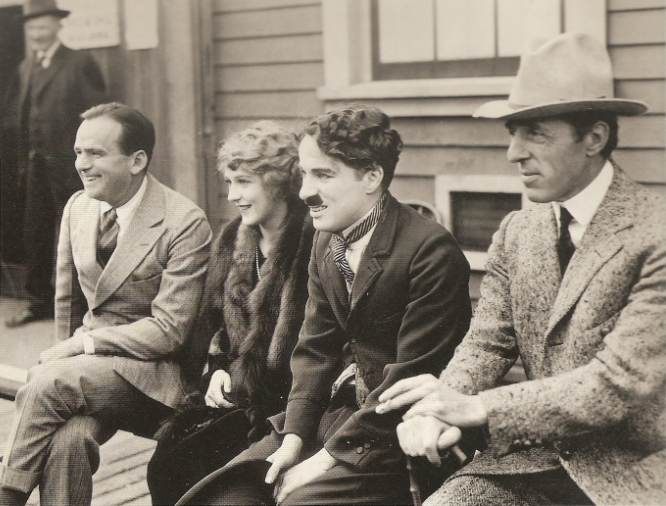
Charlie Chaplin, Douglas Fairbanks i D.W. Griffith, amb qui Mary Pickford va fundar la United Artists el 1919.

- M'Liss (1918)
- How Could You, Jean? (1918)
- Johanna Enlists (1918)
- Captain Kidd, Jr. (1919)

### First National (1919-20)
- Daddy-Long-Legs (1919)
- The Hoodlum (1919)
- Heart o' the Hills (1919)

### United Artists (1920-49)
- Pollyanna (1920)
- Suds (1920)
- The Love Light (1921)
- The Nut (1921)
- Through the Back Door (1921)
- They Shall Pay (1921)
- Little Lord Fauntleroy (1921)
- Tess of the Storm Country (1922)
- Garrison's Finish (1923)
- Hollywood (1923)
- Rosita (1923)
- The Hill Billy (1924)
- Dorothy Vernon of Haddon Hall (1924)
- Waking up the Town (1925, producció)
- Little Annie Rooney (1925)
- Ben-Hur (1925)
- The Black Pirate (1926)
- Sparrows (1926)
- A Kiss From Mary Pickford (1927)
- The Gaucho (1927)
- My Best Girl (1927)
- Coquette (1929)
- The Taming of the Shrew (1929)
- Forever Yours (1930)
- Kiki (1931)
- Secrets (1933)
- One Rainy Afternoon (1936)
- The Gay Desperado (1936, producció)
- Little Iodine (1946)
- Susie Steps Out (1946)
- The Adventures of Don Coyote (1947)
- Stork Bites Man (1947)
- Sleep, My Love (1948)
- White Cradle Inn (1948)
- Love Happy (1949)

## Llegat
- Pickford va ser guardonada amb una estrella en la categoria de pel·lícules al Hollywood Walk of Fame al 6280 Hollywood Blvd.[8]
- Les seves empremtes de mans i petjades es mostren al Grauman's Chinese Theatre a Hollywood, Califòrnia.
- Està representada a Tintín a Amèrica d'Hergé.[9]
- El Centre Pickford d'Estudis Cinematogràfics al 1313 Vine Street a Hollywood, construït per l'Acadèmia de les Arts i les Ciències Cinematogràfiques, es va obrir el 1948 com a instal·lació d'estudi de ràdio i televisió.
- El Teatre Mary Pickford al James Madison Memorial Building de la Biblioteca del Congrés rep el seu nom en honor seu.[10]
- Un còctel de l'era de la prohibició va ser nomenat en el seu honor.
- L'Auditori Mary Pickford del Claremont McKenna College rep el seu nom en honor seu.
- El 1948, Mary Pickford va construir un set de set dormitoris i vuit banys, finca de 562 m² en 8.600 m² al B Bar H Ranch, Califòrnia, on va viure i després es va vendre.[11]
- Una sala de cinema d'estrena a Cathedral City, Califòrnia, es diu The Mary Pickford Theatre, que es va establir el 25 de maig de 2001.[12] El teatre és un de gran amb diverses pantalles i està construït en forma de catedral espanyola, amb campanar i vestíbul de tres pisos. El vestíbul conté una mostra històrica amb artefactes originals que pertanyen a Pickford i Buddy Rogers, el seu darrer marit. Entre ells hi ha un rar i espectacular vestit de perles que va portar a la pel·lícula Dorothy Vernon of Haddon Hall (1924) dissenyat per Mitchell Leisen, el seu Oscar especial i una caixa de joies.
- El musical teatral de 1980 The Biograph Girl, sobre l'era del cinema mut, presenta el personatge de Pickford.
- El 2007, l'Acadèmia d'Arts i Ciències Cinematogràfiques va demandar la propietat de la segona esposa del difunt Buddy Rogers, Beverly Rogers, per tal d'aturar la venda pública d'un dels Oscars de Pickford.[13]
- Un bust i una placa històrica marquen el seu lloc de naixement a Toronto, ara el lloc de l'Hospital for Sick Children.[14] La placa va ser descoberta pel seu marit Buddy Rogers l'any 1973. El bust de l'artista Eino Gira es va afegir deu anys després.[15] La seva data de naixement figura a la placa com el 8 d'abril de 1893. Només es pot suposar que la seva data de naixement no es va registrar mai; Al llarg de la seva vida, començant de petita, va fer creure a molta gent que era un any més jove que la seva edat real, de manera que semblava més un prodigi de l'actuació i va continuar interpretant papers més joves, que eren més abundants al teatre.[16]
- La casa familiar havia estat enderrocada el 1943 i molts dels maons es van lliurar a Pickford a Califòrnia. Els ingressos de la venda de la propietat van ser donats per Pickford per construir un bungalow a East York, Ontario, que aleshores era un suburbi de Toronto. El bungalow va ser el primer premi d'una loteria a Toronto en benefici d'entitats benèfiques de guerra, i Pickford va inaugurar la casa el 26 de maig de 1943.[17]
- L'any 1993, se li va dedicar una estrella de palma d'or al Palm Springs Walk of Stars.[18]
- Pickford va rebre una estrella pòstuma al Canada's Walk of Fame a Toronto el 1999.
- Pickford va aparèixer en un segell de correus canadenc el 2006.[19]
- Des de gener de 2011 fins a juliol de 2011, el Toronto International Film Festival va exhibir una col·lecció de records de Mary Pickford a la Canadian Film Gallery de l'edifici TIFF Bell LightBox.[20]
- El febrer de 2011, el Spadina Museum, dedicat a l'època dels anys 20 i 30 a Toronto, va representar Sweetheart: The Mary Pickford Story, un musical d'una sola dona basat en la vida i la carrera de Pickford.[21]
- Des del 2013, la Mary Pickford Foundation ha patrocinat The Pickford Composers i The Pickford Ensemble a la Pepperdine University, compost per estudiants que aprenen a desenvolupar partitures musicals per a reproductors en directe per donar suport a les pel·lícules mudes a la pantalla.[22]
- El 2013, una còpia d'una pel·lícula de Pickford que es pensava que s'havia perdut (Their First Malcomprending) va ser trobada per Peter Massie, un fuster que enderrocava un graner abandonat a Nou Hampshire. Va ser donat al Keene State College i actualment està en procés de restauració per part de la Biblioteca del Congrés per a l'exposició. La pel·lícula destaca per ser la primera en què Pickford es va acreditar pel seu nom.[23][24]
- El 29 d'agost de 2014, mentre es presenta Behind The Scenes (1914) a Cinecon, l'historiador del cinema Jeffrey Vance va anunciar que treballa amb la Mary Pickford Foundation en la que serà la seva biografia oficial.
- El Google Doodle del 8 d'abril de 2017, va commemorar el 125è aniversari de Mary Pickford.[25]
- The Girls in the Picture, una novel·la del 2018 de Melanie Benjamin, és una ficció històrica sobre l'amistat de Mary Pickford i la guionista Frances Marion.[26]
- El 20 d'agost de 2019, el Toronto International Film Festival va anunciar Mati Diop com a guanyadora del primer Mary Pickford Award.

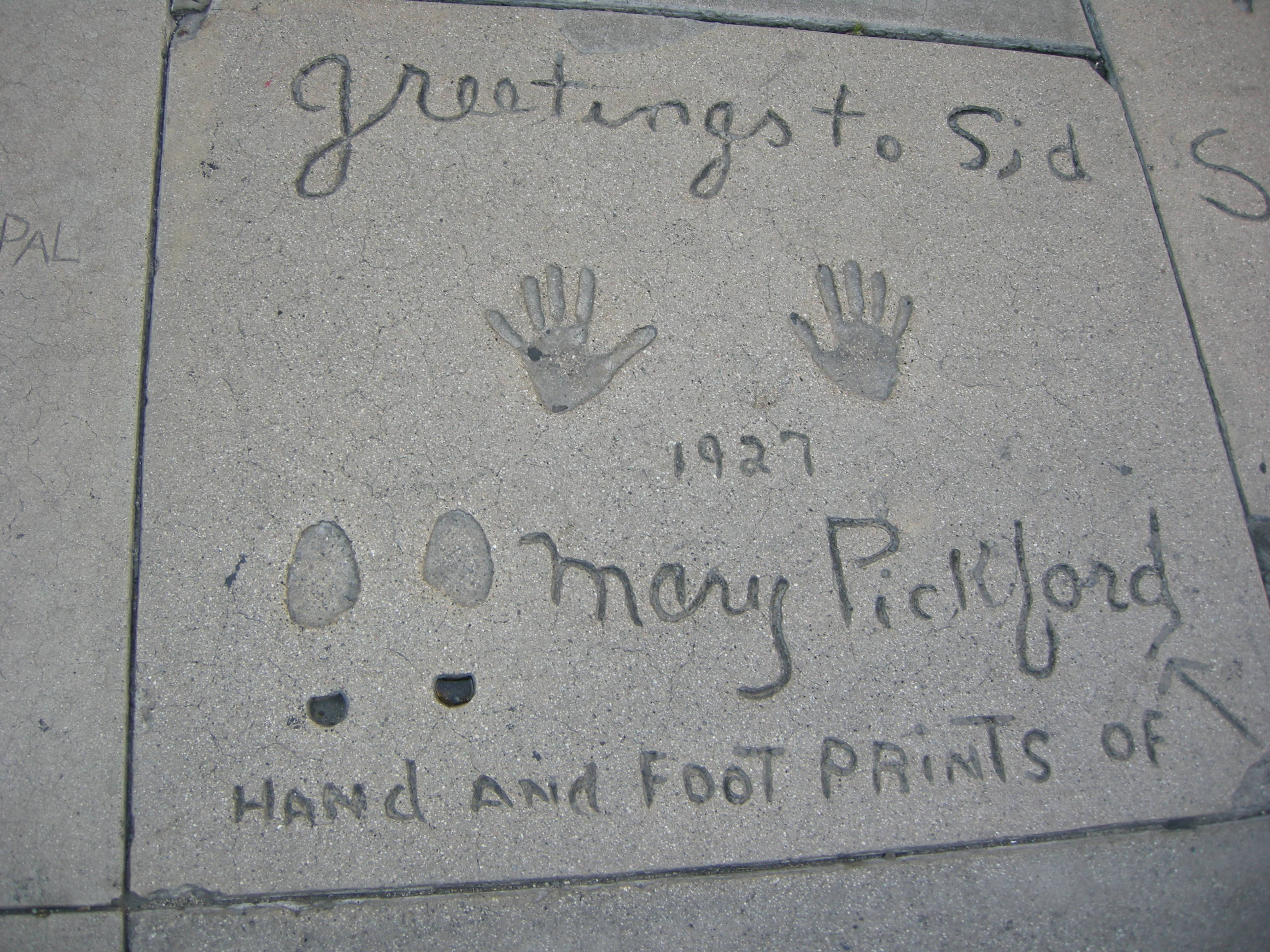
Les empremtes de mans i petjades de Pickford al Grauman's Chinese Theatre a Hollywood, Califòrnia
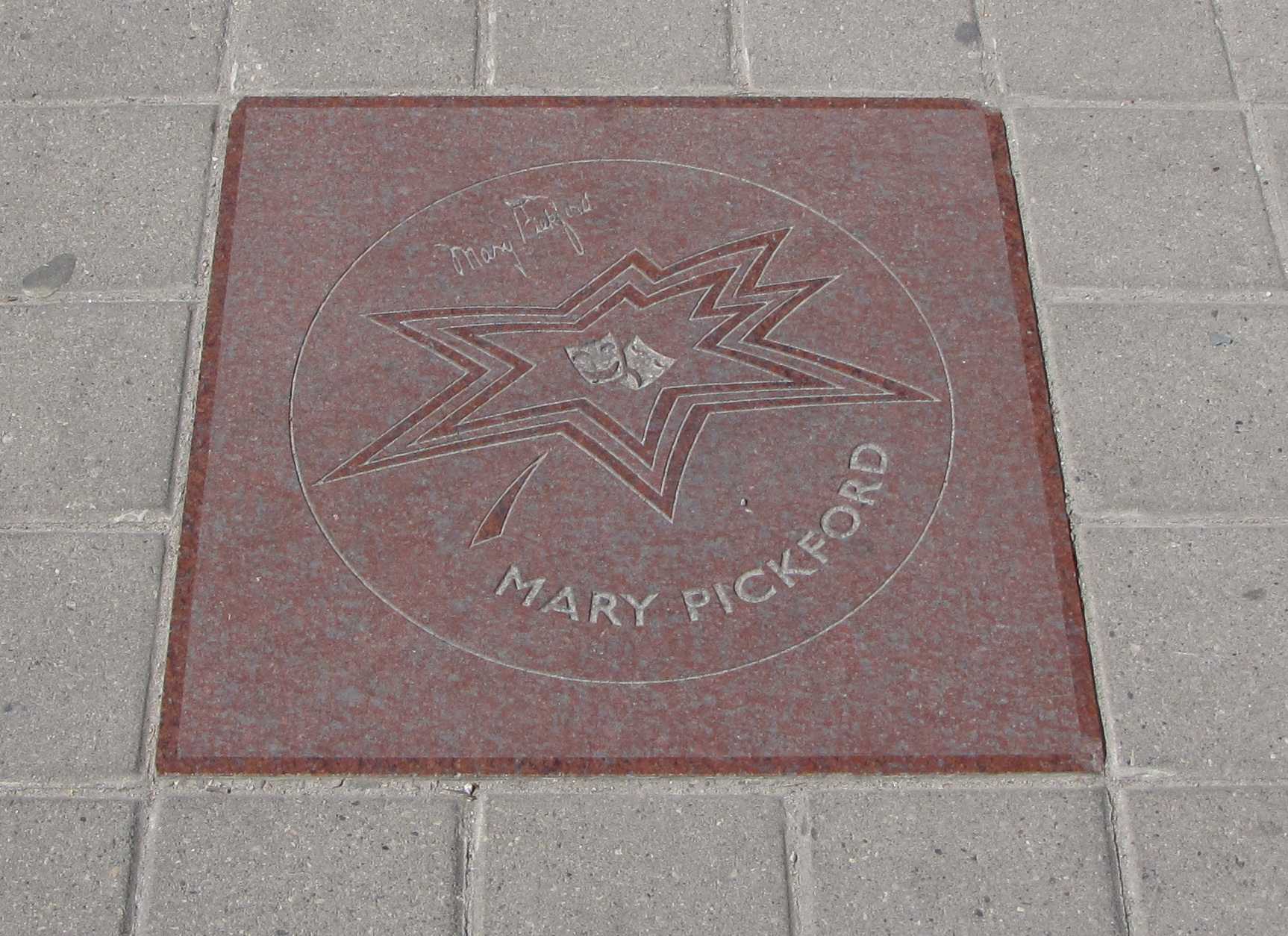
L'estrella de Pickford al Passeig de la Fama de Toronto
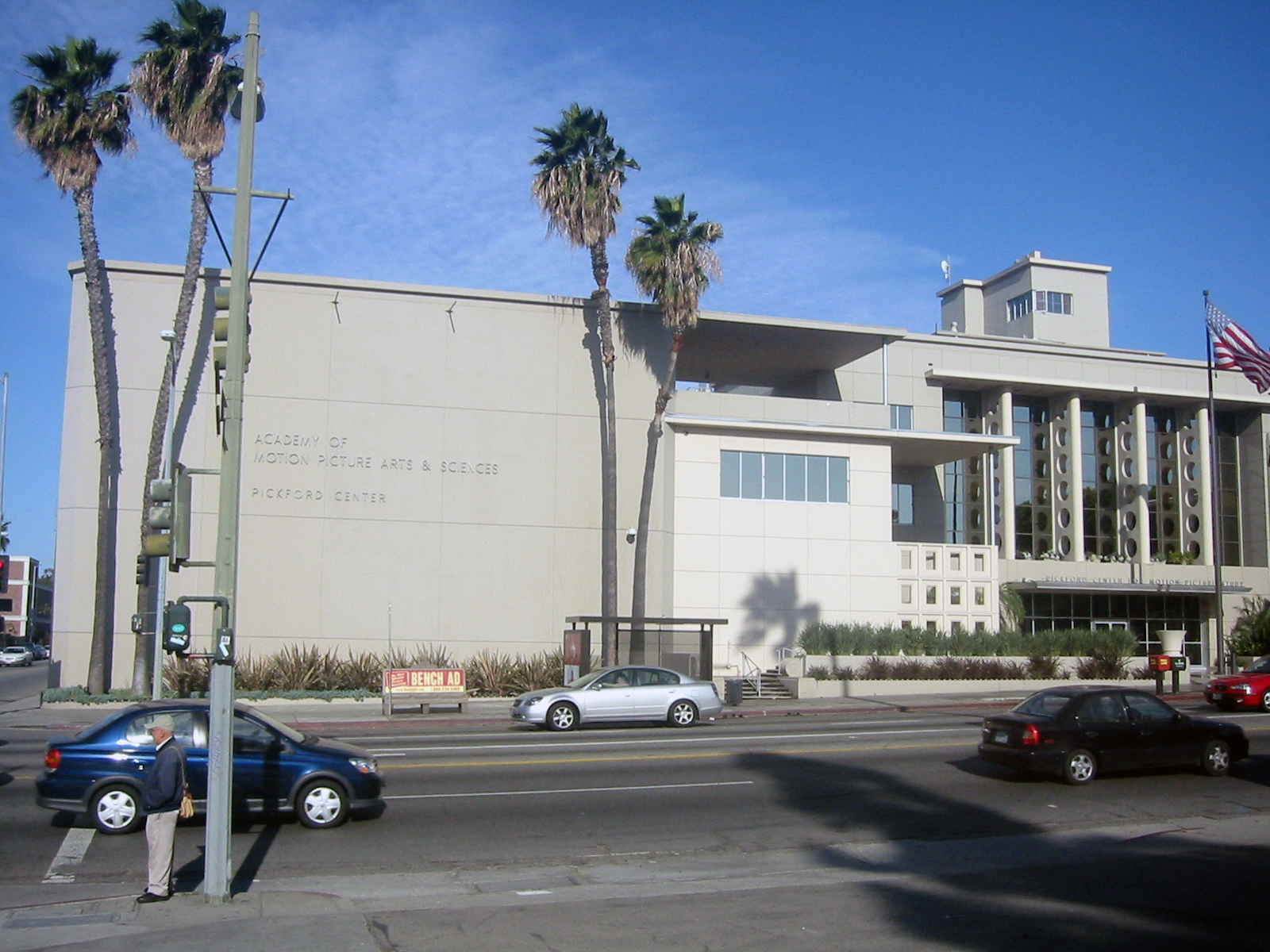
Pickford Center for Motion Picture Study a Hollywood, Califòrnia